# Рафаель Лосано
Рафаель Лосано Муньйос (ісп. Rafael Lozano Muñoz, нар. 24 січня 1970, Кордова, Іспанія) — іспанський боксер, срібний призер Олімпійських ігор 2000 року, бронзовий призер Олімпійських ігор 1996 року,призер чемпіонату Європи.

## Любительська кар'єра
Олімпійські ігри 1992 
- 1/16 фіналу. Переміг Хела Фану (Південна Африка) 9-0
- 1/8 фіналу. Переміг Еріка Гріфіна (США) 6-2
- 1/4 фіналу. Програв Рохеліо Марселу (Куба) 3-11

 Олімпійські ігри 1996 
- 1/16 фіналу. Переміг Джозефа Бенхарда (Намібія) 10-2
- 1/8 фіналу. Переміг Масібулеле Макепулу (Південна Африка) 14-3
- 1/4 фіналу. Переміг Ла Паене Масару (Індонезія) 10-9
- 1/2 фіналу. Програв Мансуето Веласко (Філіппіни) 10-22

 Олімпійські ігри 2000 
- 1/8 фіналу. Переміг Даніло Леріо (Філіппіни) 25-17
- 1/4 фіналу. Переміг Сулеймана Білалі (Кенія) 11-10
- 1/2 фіналу. Переміг Кім Ун Чоля (Північна Корея) 15-10
- Фінал. Програв Брахіму Аслуму (Франція) 10-23